# Sulejmanův příběh
Sulejmanův příběh (v originále L'Histoire de Souleymane) je francouzský hraný film z roku 2024, který režíroval Boris Lojkine podle vlastního scénáře. Je uveden jako světová premiéra v Un certain regard filmového festivalu v Cannes dne 19. května 2024.

## Děj
Film popisuje 48 hodin života Souleymana, mladého Guinejce, který pracuje jako poslíček v Paříži, a který se připravuje na pohovor v rámci své žádosti o azyl. Žije existencí, která je omezeno třemi požadavky - vydělat si na jídlo, zajistit si střechu nad hlavou a připravit se na pohovor s žádostí o azyl.

## Obsazení
| Abou Sangaré     | Souleymane  |
| Nina Meurisse    | úředník     |
| Alpha Oumar Sow  | Barry       |
| Emmanuel Yovanie | Emmanuel    |
| Younoussa Diallo | Khalil      |
| Ghislain Mahan   | Ghislain    |
| Mamadou Barry    | Mamadou     |
| Yaya Diallo      | Yaya        |
| Keita Diallo     | Kadiatou    |
| Boris Lojkine    | restauratér |

## Ocenění
- Filmový festival v Cannes: Cena poroty v sekci Un certain regard, cena pro herce (Abou Sangaré), cena FIPRESCI
- Festival de l'écrit à l'écran: cena poroty mladých
- Ceny evropského filmu: nejlepší herec
- César: nejslibnější herec (Abou Sangaré), nejlepší původní scénář (Boris Lojkine a Delphine Agut), nejlepší herečka ve vedlejší roli (Nina Meurisse), nejlepší střih (Xavier Sirven), nominace v kategoriích nejlepší film, nejlepší režie (Boris Lojkine), nejlepší zvuk (Marc-Olivier Brullé, Pierre Bariaud, Charlotte Butrak a Samuel Aichoun), nejlepší kamera (Tristan Galand)